# غينتري برادلي
غينتري برادلي (بالإنجليزية: Gentry Bradley)‏ هو منافس ألعاب قوى أمريكي، ولد في 19 يناير 1974 في لينووود في الولايات المتحدة.

## روابط خارجية
- غينتري برادلي على موقع الاتحاد الدولي لألعاب القوى (الإنجليزية)